# 삼천리ENG
삼천리ENG(영어: Samchully ENG)는 대한민국의 건설 및 CNG, 외식 서비스 기업이다. 2002년 1월 설립했다.

## 사업 부문
2008년 9월 삼천리이엔지는 SL&C를 설립하고, 차이797을 론칭하며 외식 사업에 진출했다. 2012년 10월 삼천리이엔지는 영업력 확장 및 활성화 일환으로 SL&C를 흡수합병했다. 2020년 서리재, 호우섬(영어: HAO'SUM)을 론칭했다.
- 건설 사업
- CNG 사업
- 스토핑 사업
- 외식 사업: 차이797, 호우섬, 서리재, 바른고기 정육점, 이타마에 스시

## 같이 보기
- CJ푸드빌
- LIG홈앤밀
- 신세계푸드
- 이랜드이츠
- 현대그린푸드
- 한화푸드테크